# Aerovías DAP

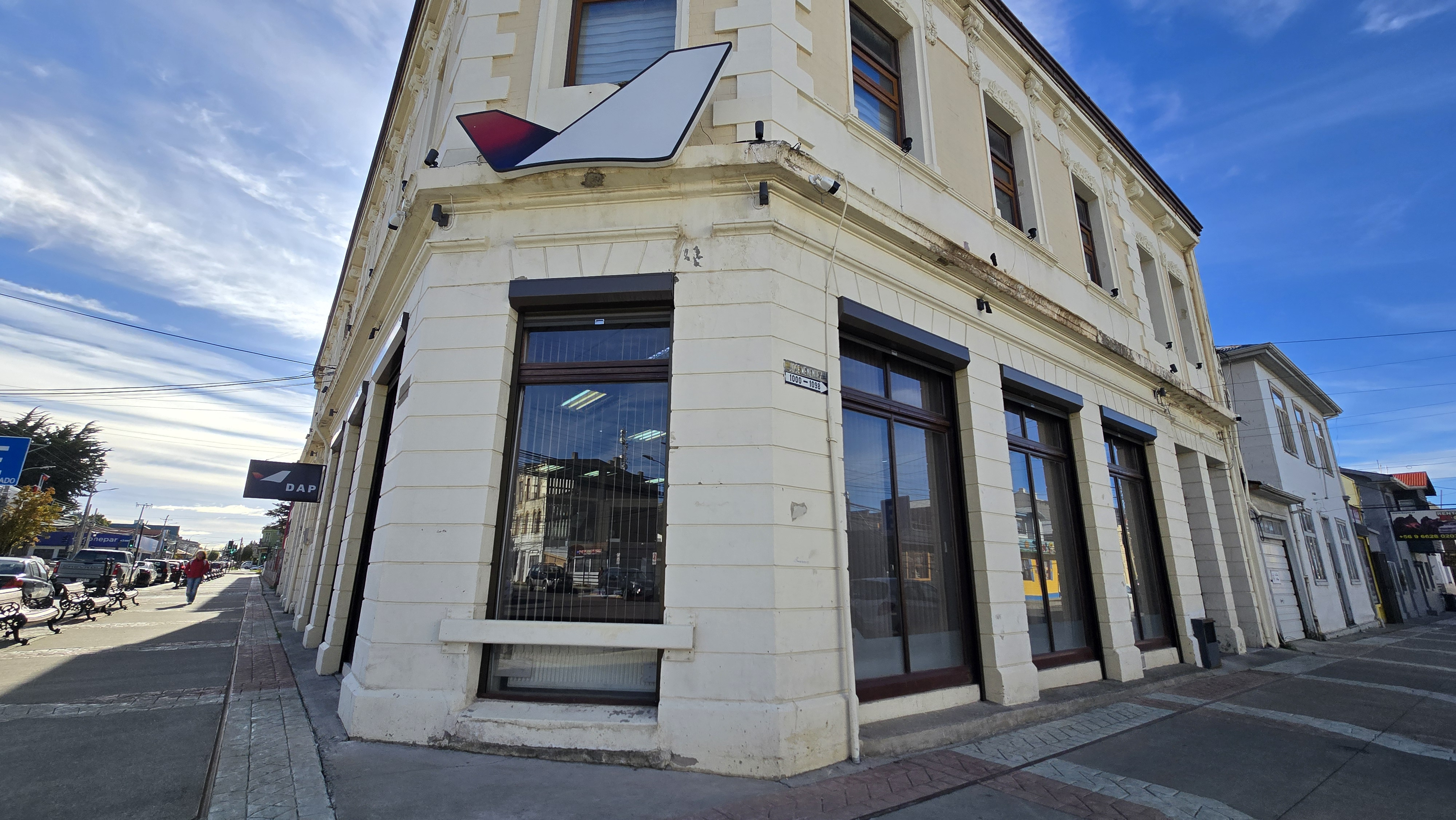
Frontis de Oficina de Aerovías DAP en Punta Arenas en 2025.

Aerovías DAP es una aerolínea chilena, situada en Magallanes que opera vuelos chárter y regulares, con base en el Aeropuerto Internacional Presidente Carlos Ibáñez del Campo de la ciudad de Punta Arenas, Chile. También opera las empresas DAP Helicópteros y AeroRescate.

## Inicio
Sus primeras operaciones tuvieron lugar en 1980 con un de Havilland Canada DHC-6 Twin Otter, siendo esta empresa en sus inicios la rama de transporte de las Empresas Pivcevic, compañías especializadas en trabajos de ingeniería en la industria petrolera ubicada en la Patagonia Chilena. La sigla DAP proviene de su creador, el empresario magallánico de origen croata Domingo Andrés Pivcevic.
Tras visualizar la necesidad de transporte aéreo en esa zona, se decidió adquirir un Piper PA-31 Navajo que duró algunos años en servicio, antes de ser reemplazado por dos Cessna 402 y un Beechcraft King Air 100. Las rutas de DAP iban desde Punta Arenas a Porvenir, Puerto Williams y Puerto Natales, también sirviendo como taxi aéreo a otras localidades de Chile y Argentina.
A comienzos de la década de los años 1990, la empresa operó entre Punta Arenas e Islas Malvinas, para lo cual posteriormente incorporó dos Boeing 727-100 que realizaban el trayecto Santiago-Punta Arenas-Mount Pleasant. Sin embargo, las tres grandes empresas aerocomerciales que operaban en ese entonces en Chile (LAN Chile, Ladeco y National Airlines) se concertaron para bajar sus precios en desmedro de la competencia presentada por DAP, aerolínea que finalmente se retiró del mercado, demandando a las empresas por competencia desleal. Recién a comienzos de 2007, se determinó que las aerolíneas concertadas, deberían pagar una indemnización por lucro cesante a favor de DAP.
Aerovías DAP sólo se ha visto involucrado en un incidente menor con un avión Beechcraft King Air 100 (registrado CC-CLY), cuando 10 minutos después de salir del Aeródromo Guardiamarina Zañartu, de Puerto Williams, Chile, se desprendió una hélice al despegar desde la Pista 08. La aeronave volvió al Aeródromo sin mayores complicaciones, y los 9 pasajeros y los 2 tripulantes se bajaron ilesos de la aeronave. Actualmente la investigación de este incidente sigue en curso.

## Ruta a la Antártica
Otra de las rutas operadas por Aerovías DAP ha sido entre Punta Arenas y la Base Presidente Eduardo Frei Montalva, específicamente al aeródromo Teniente Rodolfo Marsh, situado en la Isla Rey Jorge —en el sector reclamado por Chile en la Antártica—. El primer vuelo se efectuó el 12 de febrero de 1989 en el Twin Otter y, posteriormente, se empleó el King Air 100 y se arrendaron a partir de 2003 aviones De Havilland Canada DHC-7 en temporada veraniega. Dichos aviones, aparte de volar a la Antártica, también operaban en otras rutas a las ciudades cubiertas por DAP en la Patagonia.
A partir del año 2007, la aerolínea decidió tomar en arriendo un BAe 146-200 que era operado anteriormente por la empresa británica Flightline. Dicho avión comenzó a volar a la Antártica a comienzos del 2008.
Actualmente Aerovías DAP realiza el 80% del tráfico aéreo entre la Antártida y América utilizando Cuatro Avro RJ100, Junto Con 2 RJ85, Más 2 BAE 146-200 y Un King Air 300.

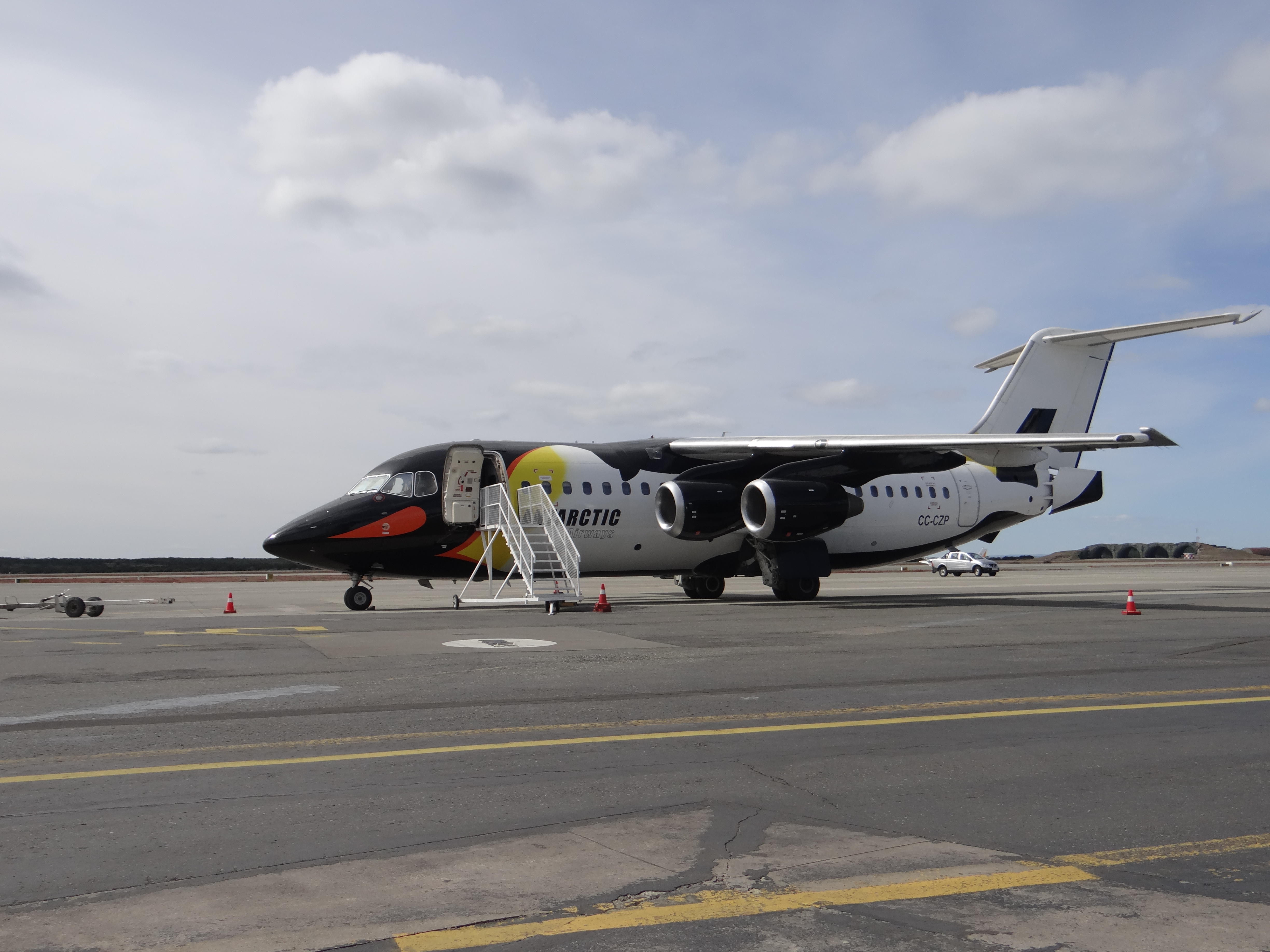
Primer BAe 146-200 de la flota DAP Antarctic Airways en ser pintado como pingüino rey. Foto: Tania Pivcevic, diciembre de 2016.

[cita requerida]

## Subsidiarias de DAP
La primera subsidiaria fue la empresa DAP Helicópteros, compañía que desde fines de los años 80 emplea cuatro Eurocopter As355F Twinstar en operaciones de apoyo a la industria petrolífera en la zona del Estrecho de Magallanes y Océano Atlántico. En 2007 se decidió adquirir un Eurocopter EC135 para la sucursal en Argentina, denominada DAP Helicópteros Argentina S.A., la cual opera dos de los Twinstar de DAP Helicópteros. Dos helicópteros Bo 105 operan a cargo de DAP Helicópteros, uno de ellos transportando Prácticos navales a diversas embarcaciones que ingresan a aguas chilenas en el extremo sur del país. Otro Bo 105 está basado en la Antártica y permite efectuar traslados aéreos turísticos, como también vuelos aero médicos.
Más recientemente, a partir de 2004, surgió AeroRescate, empresa originalmente basada en el Aeródromo Los Cerrillos de Santiago de Chile y que cuenta con tres helicópteros Bo 105 CB-4 ex Fuerza Aérea de Chile. Sus tareas implican traslado aeromédico, contando con convenios con diversas empresas, organizaciones de protección laboral y clínicas. Las aeronaves e instalaciones se han trasladado, tras el cierre de Los Cerrillos, a un helipuerto en Lomas de Lo Aguirre, en el camino de Santiago de Chile a Valparaíso (conocido como Ruta 68).

## Flota
La empresa ha incorporado RJ85 Junto a los RJ100 para las rutas que actualmente opera hacia el norte del país asociadas a la estatal Codelco y otras del rubro minero Junto Con La Temporada Alta De Cruceros Turísticos a la Antártica.
Pronto, Arribara a Chile un Dash 8 Para Complemetar Las Rutas con los Avro RJ Y Expandir Sus Operaciones en Sudamérica Desde la Zona Austral de Punta Arenas. Con estas aeronaves, Aerovías DAP completa una flota compuesta de:

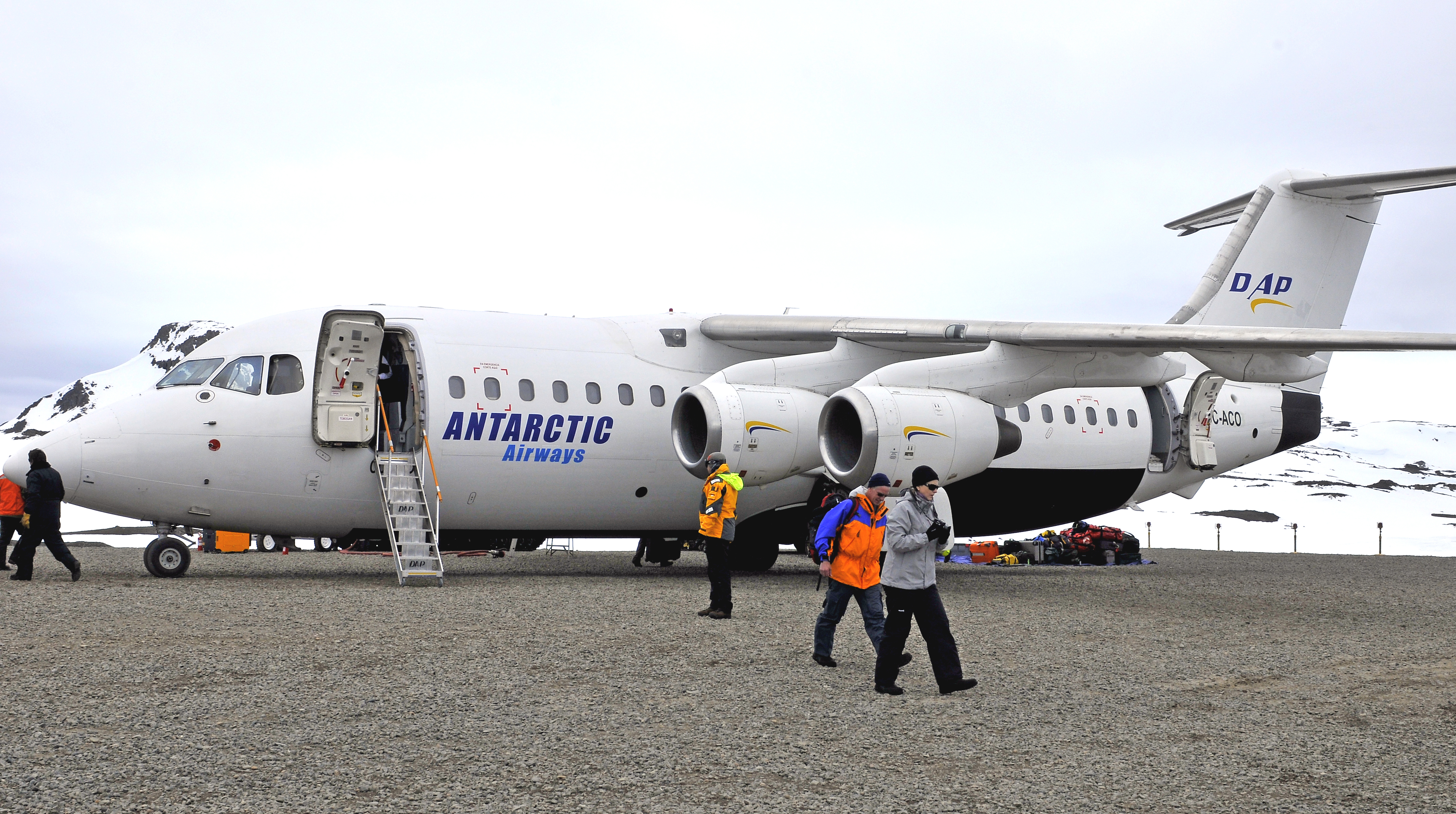
Avión de DAP aterrizando en el Aeródromo Teniente Rodolfo Marsh Martin en la base chilena Eduardo Frei Montalva.

| Aeronave                     | Activos | Pedidos | Pasajeros                                         | Matrículas                                        |                                                   |
| ---------------------------- | ------- | ------- | ------------------------------------------------- | ------------------------------------------------- | ------------------------------------------------- |
| Beechcraft King Air 300      | 1       | 0       | 6                                                 | CC-ACQ                                            |                                                   |
| Cessna 402C                  | 1       | 0       | 9                                                 | CC-COV                                            |                                                   |
| Cessna 404 Titan             | 1       | 0       | 9                                                 | CC-AEH                                            |                                                   |
| De Havilland Canadá DHC-6    | 1       | 0       | 16                                                | CC-CHV                                            |                                                   |
| Beechcraft King Air 100      | 1       | 0       | 9                                                 | CC-CLY                                            |                                                   |
| British Aerospace 146-200    | 2       | 0       | 80                                                | CC-ACO                                            |                                                   |
| British Aerospace 146-200    | 2       | 0       | 80                                                | CC-CZP                                            |                                                   |
| Avro RJ85                    | 2       | 0       | 80                                                | CC-AJS                                            |                                                   |
| Avro RJ85                    | 2       | 0       | 80                                                | CC-ANS                                            |                                                   |
| Avro RJ100                   | 4       | 0       | 94                                                | CC-ARN                                            |                                                   |
| Avro RJ100                   | 4       | 0       | 94                                                | CC-ATI                                            |                                                   |
| Avro RJ100                   | 4       | 0       | 94                                                | CC-DHU                                            |                                                   |
| Avro RJ100                   | 4       | 0       | 94                                                | CC-DHS                                            |                                                   |
| Cessna Citation 550 Bravo    | 1       | 0       | 8                                                 | CC-DDZ                                            |                                                   |
| DeHaviland Canadá Dash 8 400 | 1       | 0       | 78                                                | CC-DHT                                            |                                                   |
| TOTAL                        | 15      | 0       | Edad media de la flota (julio de 2024): 24,7 años | Edad media de la flota (julio de 2024): 24,7 años | Edad media de la flota (julio de 2024): 24,7 años |

| Aeronave en Repuesto      | En Planta De Mantenimiento | Matrículas                             | Antigüedad                             |                                        |
| ------------------------- | -------------------------- | -------------------------------------- | -------------------------------------- | -------------------------------------- |
| British Aerospace 146-200 | 3                          | CC-DCV CC-DCW N13TA                    | No Especificada                        |                                        |
| Avro RJ100                | 1                          | CC-ARO                                 | No Especificada                        |                                        |
| TOTAL                     | 4                          | (Aeronaves Sin Especificar Edad Media) | (Aeronaves Sin Especificar Edad Media) | (Aeronaves Sin Especificar Edad Media) |

| Aeronave         | En servicio | Pasajeros | Carga (con pasajeros) |
| ---------------- | ----------- | --------- | --------------------- |
| Eurocopter AS350 | 5           | 4-5       | 200 kg                |
| Eurocopter AS355 | 5           | 4-5       | 200 kg                |
| Eurocopter AS355 | 8           | 4-5       | 200 kg                |
| TOTAL            | 18          |           |                       |

## Antigua flota
| Aeronave                   | Activos en ese Momento | Introducido | Retirado | Matrículas           |
| -------------------------- | ---------------------- | ----------- | -------- | -------------------- |
| Cessna 402C                | 1                      | 1994        | 2021     | CC-CLV               |
| Boeing 727-100             | 2                      | 1995        | 1999     | CC-CJL CC-CLZ        |
| Boeing 737-200             | 3                      | 2013        | 2019     | CC-CTK CC-ABD CC-AAG |
| De Havilland Canada Dash 7 | 1                      | 2004        | 2005     | C-GFFL               |
| Piper PA-31 Navajo         | 1                      | 1985        | 1999     | CC-CRA               |

| Ciudad                                      | Código de aeropuerto | Código de aeropuerto | Nombre del aeropuerto                                       | Notas                                                                          |
| Ciudad                                      | IATA                 | ICAO                 | Nombre del aeropuerto                                       | Notas                                                                          |
| ------------------------------------------- | -------------------- | -------------------- | ----------------------------------------------------------- | ------------------------------------------------------------------------------ |
| Chile                                       |                      |                      |                                                             |                                                                                |
| Puerto Natales                              | PNT                  | SCNT                 | Aeródromo Teniente Julio Gallardo                           | Procedente Desde Punta Arenas                                                  |
| Punta Arenas                                | PUQ                  | SCCI                 | Aeropuerto Internacional Presidente Carlos Ibáñez del Campo | Hacia "Puerto Williams", "Ushuaia", "Puerto Natales", "Balmaceda", "Porvenir". |
| Porvenir                                    | WPR                  | SCFM                 | Aeródromo Capitán Fuentes Martínez                          | Procedente Desde Punta Arenas                                                  |
| Puerto Williams                             | WPU                  | SCGZ                 | Aeródromo Guardiamarina Zañartu                             | Procedente Desde Punta Arenas                                                  |
| Balmaceda                                   | BBA                  | SCBA                 | Aeródromo Balmaceda                                         | Procedente Desde Punta Arenas                                                  |
| Iquique                                     | IQQ                  | SCDA                 | Aeropuerto Internacional Diego Aracena                      | Hacia Jujuy                                                                    |
| Argentina                                   |                      |                      |                                                             |                                                                                |
| Ushuaia                                     | USH                  | SAWH                 | Aeropuerto Internacional Malvinas Argentinas                | Procedente Desde Punta Arenas                                                  |
| San Salvador de Jujuy                       | JUJ                  | SASJ                 | Aeropuerto Internacional Gobernador Horacio Guzmán          | Procedente Desde Iquique                                                       |
| Antártida ( Chile, Argentina y Reino Unido) |                      |                      |                                                             |                                                                                |
| Villa Las Estrellas                         | TNM                  | SCRM                 | Aeródromo Teniente Rodolfo Marsh Martin                     | Procedente Desde Punta Arenas                                                  |

## Destinos regulares de DAP Mineral Airways
Chile
- Santiago (Aeropuerto Internacional Arturo Merino Benítez) Base
- Antofagasta (Aeropuerto Andrés Sabella)
- El Salvador (Aeródromo Ricardo García Posada)
- Coposa (Aeródromo Coposa)

## Destinos chárter
Argentina
- Río Gallegos, Santa Cruz (Aeropuerto Internacional Piloto Civil Norberto Fernández)
- Ushuaia (Aeropuerto Internacional Malvinas Argentinas)